# Vera Reynolds
Vera Reynolds (Richmond, 25 novembre 1899 – Hollywood, 22 aprile 1962) è stata un'attrice statunitense.

## Biografia
Figlia di Norman Reynolds e di Lily Dean, studiò danza ancora bambina alla Page Academy di Washington e poi a Los Angeles, dove divenne una delle “bellezze al bagno” di Mack Sennett. Debuttò nel cinema nel 1917 con la comica Luke's Trolley Troubles e per cinque anni non partecipò ad altro genere di film, fino al dramma Prodigal Daughters (1923), con Gloria Swanson.
Da allora partecipò a quasi quaranta film, per lo più con ruoli di protagonista. Cecil B. DeMille la volle nei suoi Anime nel turbine (1924), Il letto d'oro e La strega di York (1925). Nel 1926 fu scelta fra le promettenti WAMPAS Baby Stars, ma la sua carriera si esaurì all'inizio degli anni Trenta, e lasciò il cinema nel 1932 dopo Tangled Destinies.
Si era sposata nel 1918 con l'attore Earl Montgomery (1894–1966), dal quale aveva divorziato nel 1926 per legarsi, fino al 1938, al regista e attore Robert Ellis. Vera Reynolds morì a Hollywood nel 1962 nel Motion Picture Country Hospital e fu sepolta nel Valhalla Memorial Park Cemetery.

## Riconoscimenti
- WAMPAS Baby Star nel 1926

## Filmografia parziale

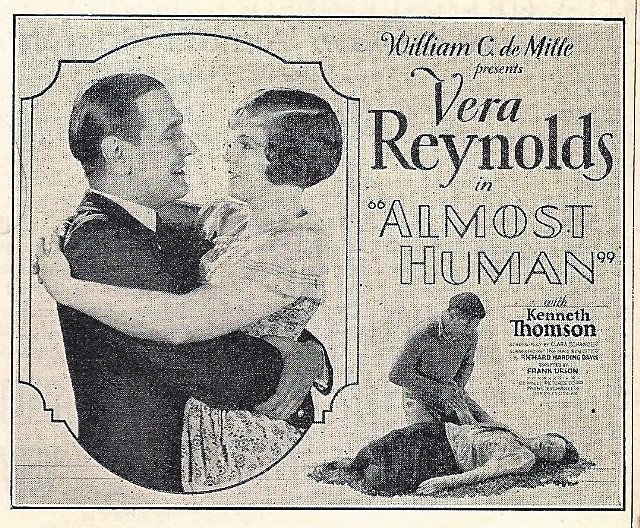
Poster del film Almost Human

- Luke's Trolley Troubles, regia di Hal Roach - cortometraggio (1917)
- The Pest, regia di Jess Robbins - cortometraggio (1922)
- Jazz-Band (Prodigal Daughters), regia di Sam Wood (1923)
- Woman-Proof, regia di Alfred E. Green (1923)
- Chop Suey Louie - cortometraggio (1923)
- Nell'ombra di Parigi (Shadows of Paris), regia di Herbert Brenon (1924)
- Flapper Wives, regia di Justin H. McCloskey, Jane Murfin (1924)
- Icebound, regia di William C. de Mille (1924)
- Venduta (For Sale), regia di George Archainbaud (1924)
- Anime nel turbine (Feet of Clay), regia di Cecil B. DeMille (1924)
- Il letto d'oro (The Golden Bed), regia di Cecil B. DeMille (1925)
- La strega di York (The Road to Yesterday), regia di Cecil B. DeMille (1925)
- Il club degli scapoli (The Night Club), regia di Paul Iribe e Frank Urson (1925)
- Io l'ho ucciso (Silence), regia di Rupert Julian (1926)
- Corporal Kate, regia di Paul Sloane (1926)
- Risky Business, regia di Alan Hale (1926)
- Almost Human, regia di Frank Urson (1927)
- The Divine Sinner, regia di Scott Pembroke (1928)
- Tonight at Twelve, regia di Harry A. Pollard (1929)
- Barrowed Wives, regia di Frank R. Strayer (1930)
- The Lawless Woman, regia di Richard Thorpe (1931)
- The Monster Walks , regia di Frank R. Strayer (1932)
- Tangled Destinies, regia di Frank R. Strayer (1932)